# Vardis Fisher
Vardis Fisher, född 31 mars 1895, död 9 juli 1968, var en amerikansk författare.
Vardis Fisher tillhörde en gammal mormonsläkt men lämnade själv kyrkan, studerade först vid statsuniversitetet i Utah och blev filosofie doktor i Chicago på en avhandling om George Meredith. Han var 1925–1928 professor i engelska vid University of Utah, 1925–1928 i New York. Fisher, som redan under skoltiden började skriva vers och prosa, påverkad bland annat av John Keats och Anatole France, debuterade 1927 med diktsamlingen Sonnets to an imaginary Madonna och gjorde sig känd genom en självupptagen självbiografisk roman i 4 dalar, In Tragic Life, Passions Spin the Plot (1934), We Are Betrayed (1935 och No Villain Need Be (1936). Av Fishers fortsatta produktion märks Forgive Us Our Virtues (1938), Children of God (1939, svensk översättning 1945), en objektivt hållen roman från mormonernas liv, City of Illusion (1941), Mothers (1943), Darkness and the Deep (1943), The Golden Rooms (1944), Intimations of Eve (1946) och Adam and the Serpent (1947).